# Silja Europa
Silja Europa — грузопассажирский паром типа ро-ро компании Silja Europa OY, которая, в свою очередь, принадлежит компании Tallink. Построен на верфи Meyer Werft в немецком городе Папенбург в 1993 году для паромного оператора Rederi AB Slite, являющегося частью компании Viking Line. Главным архитектором был Per Dockson, Швеция. Эксплуатировалось на паромной линии Турку — Стокгольм, с 23 января 2013 года — на линии Таллин — Хельсинки.

## История судна
Построенный паром уже был раскрашен в цвета компании Viking Line и был готов к передаче заказчику, когда шведская крона девальвировала на 10 %, что стало причиной наступления экономических трудностей для заказчика. Slite не смогла расплатиться за судно, в связи с чем верфь Meyer Werft не передала судно заказчику, а позже сдала судно в аренду конкуренту Viking Line — компании Silja Line. Europa была запущена на маршрут Хельсинки — Стокгольм, сменив на нем паром Silja Serenade, который, в свою очередь, был переведен на маршрут Турку — Мариехамн — Стокгольм. Из-за того, что Serenade испытывал проблемы с навигацией посреди архипелага близ Турку, суда в 1995 году вынуждены были обменяться маршрутами.
На судне Silja Europa был открыт третий плавучий ресторан McDonald's, который просуществовал с первого рейса судна вплоть до 1996 года, после чего был закрыт и заменен собственным аналогичным рестораном.

## История
- 23 января 1993 года судно MS Europa было спущено на воду.
- 5 марта 1993 года в Гамбурге судно получило имя Silja Europa.
- 6 марта 1993 года зарегистрировано в компании Fährschiff Europa KB, Финляндия. Отдано в аренду компании Silja Line на 10 лет.

- 14 марта 1993 года паром сменил Silja Serenade на маршруте Хельсинки — Стокгольм. Совершил первый рейс.
- 28 сентября 1994 года первым услышал сигнал Mayday (зов о помощи) с тонущего парома «Эстония». Спасательная операция, в которой принимали участие десятки судов, проводилась под началом капитана Silja Europa Esa Mäkelä.
- 12 января 1995 года паром Silja Europa сменил паром Silja Serenade на маршруте Турку — Мариехамн — Стокгольм.
- 13 января 1995 года судно село на мель вблизи Furusund по причине выхода из строя электроники рулевого управления. На собственных двигателях паром добрался до Стокгольма, после чего был доставлен для ремонта в Наантали. 18 января 1995 года судно вернулось на маршрут.
- 10 октября 1996 года рано утром пассажир сообщил администратору, что видел человека за бортом. Об этом было доложено капитану, который передал сообщение береговой охране Швеции. Капитан не остановил судно и продолжил путь до Стокгольма. Позже береговая охрана Швеции выловила женщину, пассажирку парома, которая через два дня умерла от переохлаждения. Капитан парома был обвинен в том, что не остановил судно, был признан виновным, но не понес наказания.
- 20 августа 1997 года южнее Лемланд паром в тумане столкнулся с немецким судном. Два немецких матроса и собака были спасены спасательным катером с парома. Немецкий корабль дал течь, позже береговой охраной был доставлен в порт Degerby аландского острова Föglö.
- С 24 по 26 декабря 1997 года судно совершило рождественский круиз Турку — Рига.
- 1 августа 1998 года между островами Värmdö и Rindö стокгольмского архипелага Silja Europa едва не столкнулась с греческим круизным судном Jason.
- 21 ноября 1998 года около 2 часов ночи из-за сильного шквалистого ветра при швартовке в порту Мариехамн паром натолкнулся на сходни, в результате чего получил небольшие повреждения и вынужден был задержаться в порту до тех пор, пока не закончится осмотр и анализ повреждений.
- С 24 по 26 декабря 1998 года судно совершило рождественский круиз Турку — Рига.
- 1 июля 1999 года был изменен маршрут: Турку — Мариехамн/Лонгнес — Стокгольм. Паром стал заходить в порты Аландских островов и по пути в Стокгольм (Мариехамн), и обратно (Лонгнес) для совершения беспошлинных покупок.
- 7 декабря 1999 года из-за шторма прибытие в Турку состоялось на четыре часа позже расписания. Следующий рейс до Стокгольма и обратно пришлось полностью отменить.
- 18 декабря 1999 года из-за шторма оба парома маршрута, Silja Europa и Silja Festival вынуждены были пропустить остановку в порту Лонгнес, что стало причиной некоторых налоговых проблем, так как остановка была необходима для совершения беспошлинных покупок.
- С 24 по 26 декабря 1999 года судно совершило рождественский круиз Турку — Рига.
- С 31 декабря 1999 года по 1 января 2000 года паром совершил специальный «круиз тысячелетия» по маршруту Турку — Капельшер.
- В январе 2000 года компанией Aker Finnyards в финском городе Раума на судне был установлен каталитический нейтрализатор выхлопных газов. Кроме того, выхлопная труба была выкрашена в синий цвет и было произведено обновление системы жизнеобеспечения.
- 8 мая 2000 года Финский союз моряков призвал команды Silja Europa, Silja Serenade и GTS Finnjet не покидать портов в знак протеста против набора компанией Silja Line команды на новое судно SuperSeaCat Four с заключением трудовых договоров с ненадлежащими условиями. Europa, однако, покинула Турку с трехчасовым опозданием. Остальные паромы покинули свои порты лишь на следующее утро. На следующий день Europa не взяла пассажиров на борт из Стокгольма.
- 16 июня 2000 года один из пассажиров сообщил о том, что кто-то упал за борт. В безуспешных поисках приняли участие Silja Europa, несколько других судов, береговая охрана Швеции и Финляндии. Кроме того, согласно перечню пассажиров все находились на борту Europa.
- 19 июля 2000 года из-за неожиданно возникших проблем с одним из гребных винтов паром был недоступен для рейсов в течение 5 дней. Вначале была предпринята попытка устранения неисправности прямо в порту Турку, но оказалось, что причина неисправности находится во внешней стороне судна. Пассажирам, которые прибыли в Турку и должны были возвращаться в Стокгольм, пришлось провести целый день в порту Турку. Они смогли попасть на паром в Стокгольм только около 2 часов ночи. Europa же была доставлена в док Хельсинки, так как док в был в это время занят.
- 23—25 декабря 2000 года паром совершил рождественский круиз Турку — Рига.
- 3 января 2001 года было объявлено, что в скором времени паром будет ходить до Капельшера (Kapellskär, порт в 90 км севернее Стокгольма) в зимнее время, в летнее время — до Стокгольма. Причиной было названо изменение требований от пассажиров, хотя реальной причиной предположительно явились высокие цены на топливо.
- С 7 по 19 января вместо остановки в Мариехамне совершалась остановка в Лонгнес.
- С 1 марта по 14 мая 2001 года паром начал ходить по маршруту: Турку — Мариехамн/Лонгнес — Капельшер.
- 18 марта 2001 года при прибытии в Турку были обнаружены проблемы с автопилотом: система управления двигателями выдавала ложные предупреждения о сбоях все время круиза. Возвращение в Турку состоялось в сопровождении трех буксиров. Следующий круиз пришлось отменить из-за ремонта системы.
- С 15 мая по 31 августа 2001 года паром вернулся на «летний» маршрут Турку — Мариехамн/Лонгнес — Стокгольм.
- 4 июля 2001 года парому пришлось ожидать вблизи Мариехамна около двух часов, пока паромы компании Viking Line, Amorella и Isabella не смогли покинуть порт. Из-за отключения электричества в порту Мариехамн от паромов не могли быть отстыкованы посадочные трапы.
- 19 июля 2001 года из-за возникших небольших проблем с рулевым управлением заход в порт Мариехамн на маршруте Стокгольм — Турку был отменен.
- 1 сентября 2001 года паром перешел на «зимний» маршрут : Турку — Мариехамн/Лонгнес — Капельшер.
- 2 сентября 2001 года судно несколько задержалось из-за того, что приняло участие в поисках пассажира, пропавшего с одного из паромов.
- 2 октября 2001 года в одной из кают возникло пламя, но было быстро погашено. Вместо Капельшера паром завершил рейс в Стокгольме, где шведская полиция арестовала виновника.
- 1 ноября 2001 года из-за шторма Europa не смогла самостоятельно достичь Турку, потребовалась помощь буксира.
- 23-25 декабря 2001 года паром совершил рождественский круиз Турку — Стокгольм.
- С 5 мая по 31 августа 2002 года паром «ходил» по «летнему» маршруту: Турку — Мариехамн/Лонгнес — Стокгольм.
- 31 августа 2002 года на верфи Vuosaari в Хельсинки было начато обновление интерьера парома. Europa продолжила регулярные рейсы 8 сентября и перешла на «зимний» маршрут: Турку — Мариехамн/Лонгнес — Капельшер.
- 28 сентября 2002 года пассажирка-женщина упала за борт, но успешно доплыла до ближайшего островка, откуда и была спасена.
- 24—26 декабря 2002 года паром совершил рождественский круиз Турку — Лонгнес — Стокгольм.
- С 5 мая по 8 сентября 2003 года паром «ходил» по «летнему» маршруту: Турку — Мариехамн/Лонгнес — Стокгольм, с 9 сентября вернулся на «зимний» маршрут.
- С 22 по 26 декабря 2003 года Europa временно на «летнем» маршруте: Турку — Мариехамн/Лонгнес — Стокгольм.
- С 22 по 29 января 2004 года паром исполнял роль плавучего отеля в Стокгольме.
- С 3 мая по 29 августа 2004 года паром «ходил» по «летнему» маршруту: Турку — Мариехамн/Лонгнес — Стокгольм.
- С 24 по 26 декабря 2008 года паром совершил рождественский круиз по маршруту: Турку — Рига.
- 22 ноября 2009 года, находясь на маршруте Стокгольм — Турку, паром из-за поломки в рулевом управлении был вынужден встать у Аландских островов. На борту судна, попавшего в беду, находились 1373 пассажира и 286 членов экипажа. Паром с помощью буксира был доставлен в Турку, где при проведении обследования водолазами выяснилось, что было сломано перо руля по правому борту. Ремонт проводился на верфи в польском городе Гданьск, на время ремонта Silja Europa (с 26 ноября по 19 декабря) подменял паром Baltic Queen. 19 декабря в 20:15 отправлением из Турку паром вернулся на постоянный маршрут. Паром Baltic Queen также вернулся на свой постоянный маршрут Стокгольм — Таллин.
- С 28 по 31 мая 2010 года во время проведения стокгольмских скачек Elitloppet паром был зафрахтован для специального круиза финских путешественников.
- С 31 октября по 11 ноября 2010 года паром ходил по маршруту Стокгольм — Хельсинки из-за того, что Silja Serenade была отправлена на ремонт в док Наантали. На линии Турку — Мариехамн/Лонгнес — Стокгольм его подменяла Baltic Queen.
- 12 ноября 2010 года вернулась на маршрут Турку — Мариехамн/Лонгнес — Стокгольм. Baltic Queen вернулась на маршрут Таллин — Мариехамн — Стокгольм. Silja Serenane встала на маршрут Хельсинки — Мариехамн — Стокгольм.
- C 24—26 декабря 2010 года паром совершил рождественский круиз по маршруту Турку — Лонгнес — Рига.
- В 2 ч 30 мин. ночи со 2 на 3 августа по пути из финского Турку в шведский Стокгольм с борта Silja Europa упал за борт мужчина, которого выловили живым и невредимым уже в 2 ч 50 мин.[3]
- С 24-26 декабря 2011 года паром совершил рождественский круиз по маршруту Турку — Лонгнес — Рига — Лонгнес — Турку.
- С 23 января 2013 года Silja Europa ходит по линии Таллин — Хельсинки.
- 2014 год Tallink отдаст пассажирский паром Silja Europa в пользование другому предприятию по меньшей мере на 14 месяцев. С августа 2014 судно отправится в Австралию, где его будут использовать как плавучую гостиницу.
- 20 Января 2016 года Tallink принимает решение вернуть паром обратно на линию Таллинн-Хельсинки,предварительно пройдя модернизацию и ремонт.